# Wasserturm Favoriten

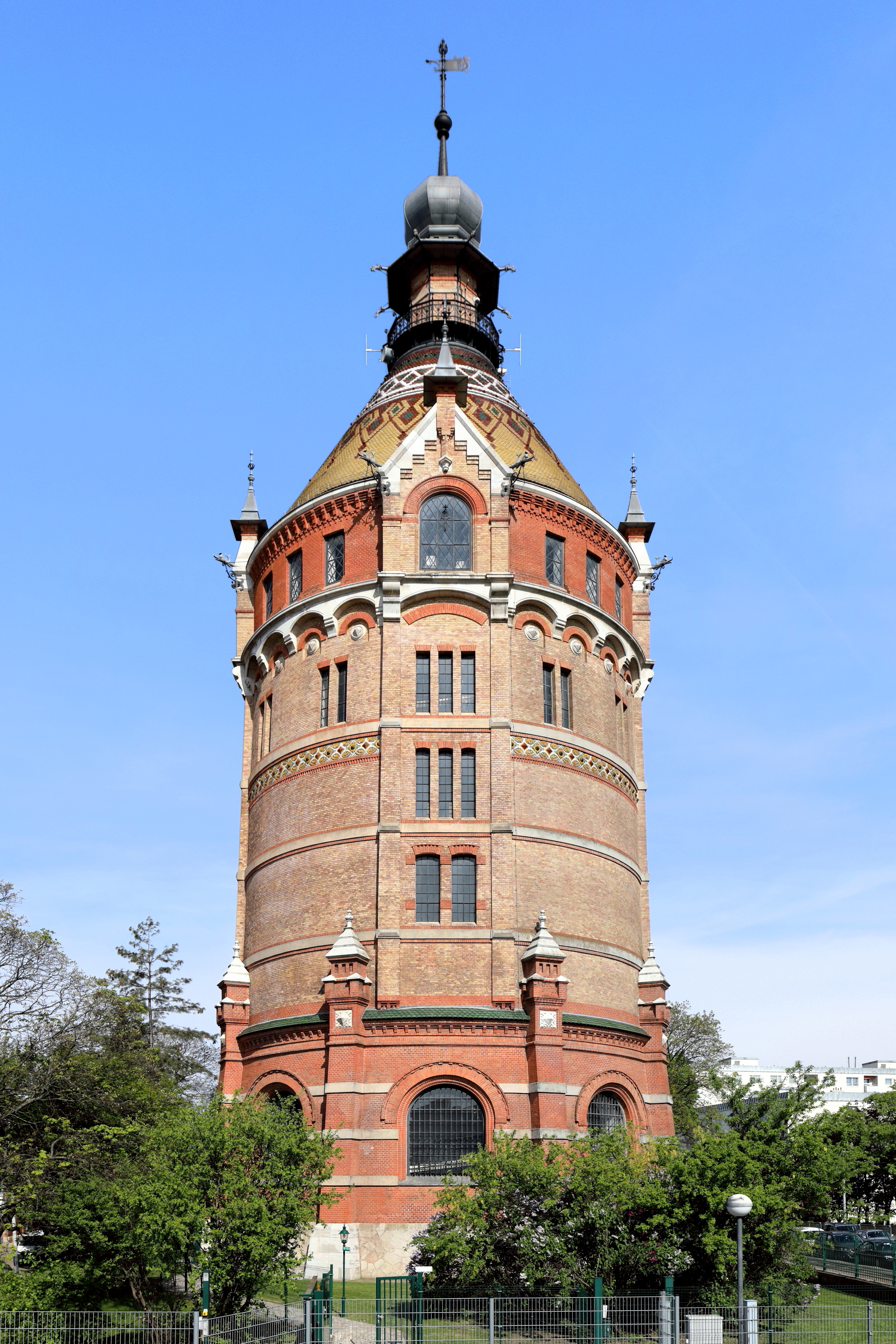
Wasserturm in Wien-Favoriten

Der Wasserturm Favoriten ist ein Wahrzeichen des 10. Wiener Gemeindebezirkes Favoriten. Das markante Bauwerk im Stil des industriellen Historismus findet sich auf der Kuppe des Wienerberges, Windtenstraße 3 und ist vom Süden weithin sichtbar.

## Geschichte
Der heute denkmalgeschützte Wasserturm wurde von Franz Borkowitz entworfen und in den Jahren 1898 bis 1899 errichtet. Ein Teil des Baumaterials kam aus Kaisersteinbruch, harter Kaiserstein aus dem Hausbruch und Neukaiserstein aus dem Kapellenbruch der Familie Amelin. Der Turm war Teil eines größeren Gebäudekomplexes und diente zur Versorgung der höher gelegenen Gebiete des 10. und 12. Bezirkes Wiens, für die der Druck vom unmittelbar daneben liegenden Wasserbehälter Wienerberg nicht ausreichte.
Zu dieser Zeit wies Wien ein außerordentlich starkes Bevölkerungswachstum und damit einen stetig wachsenden Trinkwasserverbrauch auf. Nach der Inbetriebnahme der II. Wiener Hochquellenwasserleitung im Jahre 1910 war der Turm nur noch fallweise in Betrieb, wenn etwa die Hochquellenwasserleitung für Instandhaltungsarbeiten trockengelegt wurde.
Seit 1956 wurde der Wasserturm nicht mehr zur Wasserversorgung genutzt. Eine aufwendige Generalsanierung des Wahrzeichens erfolgte in den Jahren 1988 bis 1990 mit Kosten von 15 Millionen Schilling. Das Innere des Turms wird als Raum für Ausstellungen oder andere Veranstaltungen mit Bezug zum Thema Wasser genutzt.

## Bauliche Details

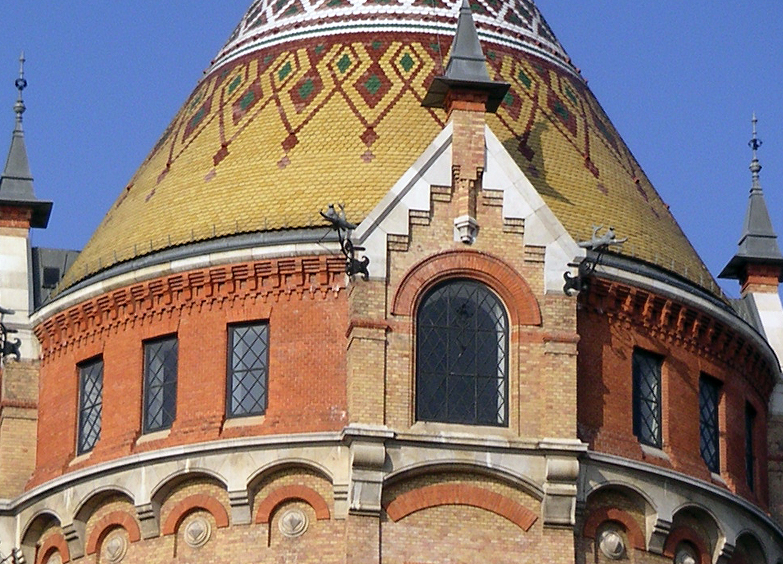
Fassadendetails

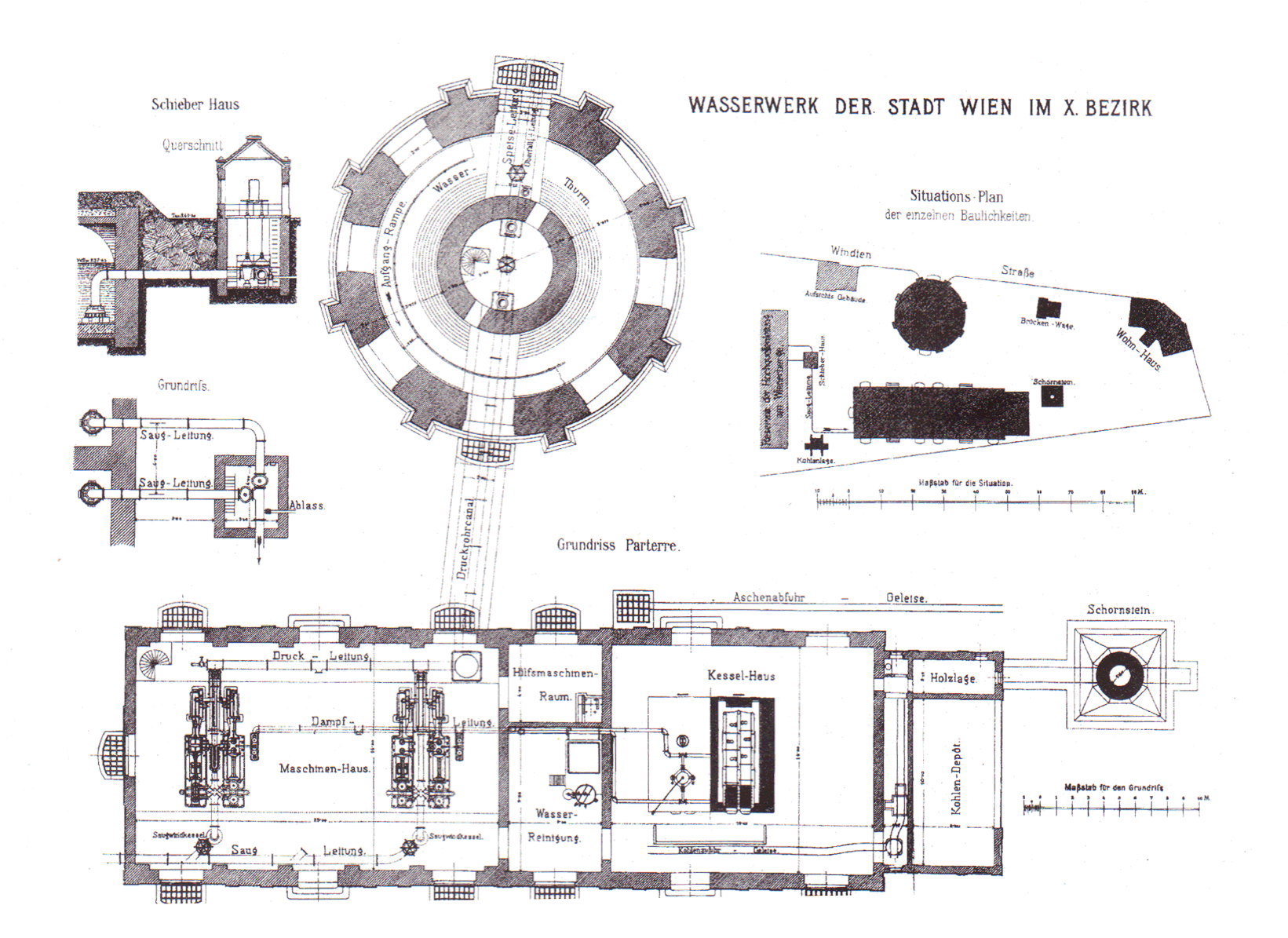
Historischer Plan der Gesamtanlage mit Maschinenhaus

Der Wasserturm Favoriten hat eine Gesamthöhe von 67 Metern. Zwei Stahlblechbehälter im Inneren des Turmes konnten etwa auf Höhe der unteren rundumlaufenden Fensterreihe insgesamt 1000 Kubikmeter Wasser speichern. Der zentrale kelchförmige ruht auf einem 25 m hohen Mauerzylinder und hat wie eine Glasflasche einen mittig kugelkalottenförmig nach oben gewölbten Boden. Rundherum weitet er sich kegelförmig, um ganz oben zylindrisch auszulaufen. Ein viel kleinerer Behälter, ebenfalls aus zweireihig genietetem Stahlblech, läuft als zylindrischer Ring rund um die Basis des Kelchs und stützt sich über Träger auch in der Außenwand ab.
Das Rohziegelmauerwerk der Turmaußenwand – durchgängig mit Abstand von den Wasserbehältern – bildet einen Zylinder, der an der Basis innen 16,7 m Durchmesser aufweist. Die Wandstärke verjüngt sich von unten 2,3 m oder samt Streben 3,2 m auf oben 1 m. An der Wandinnenseite führt eine 203 m lange innerhalb Geländer 1 m breite „Aufgang-Rampe“ in Form einer Schraubenlinie (vulgo Spirale) bis auf die Höhe der Wasserbehälter. Es ist zu vermuten, dass sie für den rollenden Transport von schweren Bauteilen eingerichtet wurde. Baumaterial, etwa die Stahlprofile für den Dachstuhl, sind wohl typisch mit Ausleger und Umlenkrolle zu einem der großen oberen Fenster hochgekrant worden. Via Wendeltreppe in der Mitte des Kegeldachs gelangt man auf 48 m Höhe und hat von einem Rundgang, der außenliegend oberhalb des Kegeldachs um die Laterne führt, einen guten Ausblick auf die Stadt.
Am alten Grundrissplan ist zu erkennen, dass der behältertragende Mauerzylinder 5,8 m Innen- und 8,8 m Außendurchmesser aufweist, ein Speiserohr und ein Überfallrohr führen nach oben. Im abgetrennten Maschinen- und Heizhaus weiters zwei Dampfmaschinen-Pumpen-Aggregate, ein Dampfkessel mit Kohlenzufuhr-Geleise der Spurweite 40 cm zum Kohlendepot. Die 2 Saugleitungen wiesen nahe der Pumpen Windkessel auf, die Druckleitung verlief in einem „Druckrohrcanal“, der außen an den Gebäudewänden mit Gittern gedeckt war. Außerhalb standen der Schlot mit 3 m Basisdurchmesser, eine „Brücken-Wage“ und ein Wohnhaus.